# Mike Sorber
Michael Steven "Mike" Sorber, född 14 maj 1971, är en amerikansk fotbollstränare och före detta professionell fotbollsspelare som spelade mittfältare för fotbollsklubbarna Pumas, Kansas City Wizards, Metrostars och Chicago Fire mellan 1994 och 2000. Han vann en Lamar Hunt US Open Cup med Chicago Fire för säsongen 2000. Sorber spelade också 67 landslagsmatcher för det amerikanska fotbollslandslaget mellan 1992 och 1998.
Efter den aktiva spelarkarriären har han varit assisterande tränare åt Saint Louis Billikens (Saint Louis University), amerikanska fotbollslandslaget, Impact de Montréal och Philadelphia Union.